# Arcidae
Famille
Les Arcidae ou arcidés sont une famille de mollusques bivalves de l'ordre des Arcida (anciennement des Arcoida).

## Liste des genres

Barbatia amygdalumtostum, des Barbatia, des Arcidae, de la droite, de Panglao Philippines. Avril 2022.

Les mêmes par la gauche.

Trisidos tortuosa, des Trisidos, des Arcidae, coquilles droite, du Davao occidental Philippines. Novembre 2022.

Les mêmes coquille gauche.

Selon World Register of Marine Species (13 décembre 2020) :
- genre Acar Gray, 1857
- genre Anadara Gray, 1847
- genre Arca Linnaeus, 1758
- genre Asperarca Sacco, 1898
- genre Barbatia Gray, 1842
- genre Bathyarca Kobelt, 1891
- genre Bentharca Verrill & Bush, 1898
- genre Calloarca Gray, 1857
- genre Cucullaearca Conrad, 1865
- genre Deltaodon Barnard, 1962
- genre Destacar Iredale, 1936
- genre Diluvarca Woodring, 1925
- genre Fugleria Reinhart, 1937
- genre Hawaiarca Dall, Bartsch & Rehder, 1938
- genre Larkinia Reinhart, 1935
- genre Litharca Gray, 1842
- genre Lunarca Gray, 1842
- genre Mabellarca Iredale, 1939
- genre Mesocibota Iredale, 1939
- genre Mimarcaria Iredale, 1939
- genre Miratacar Iredale, 1939
- genre Mosambicarca Lutaenko, 1994
- genre Paranadara Francisco, Barros & S. Lima, 2012
- genre Samacar Iredale, 1936
- genre Scapharca J.E. Gray, 1847
- genre Scaphula Benson, 1834
- genre Senilia Gray, 1842
- genre Tegillarca Iredale, 1939
- genre Trisidos Röding, 1798
- genre Tucetonella Habe, 1961
- genre Xenophorarca M. Huber, 2010

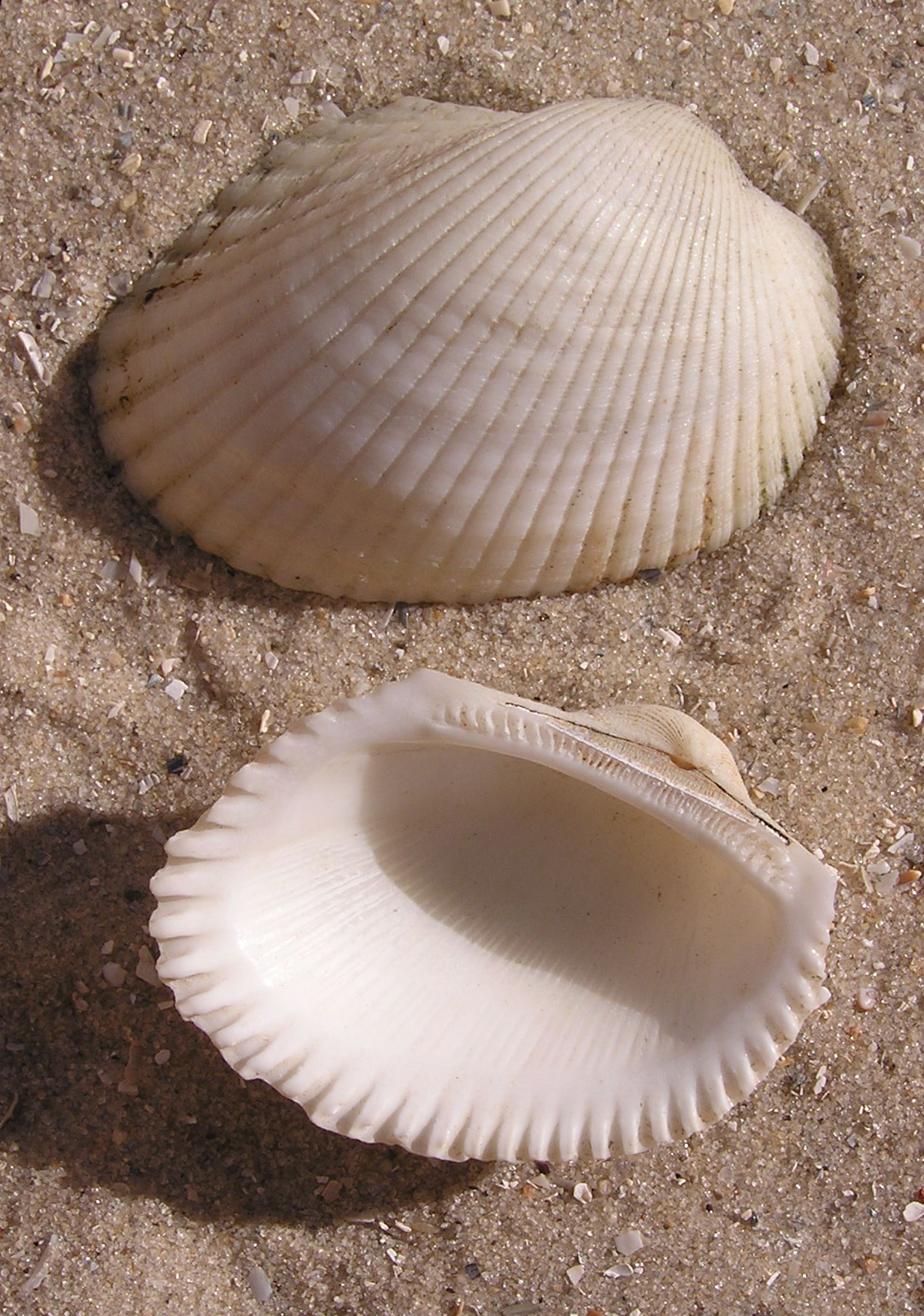
Anadara kagoshimensis
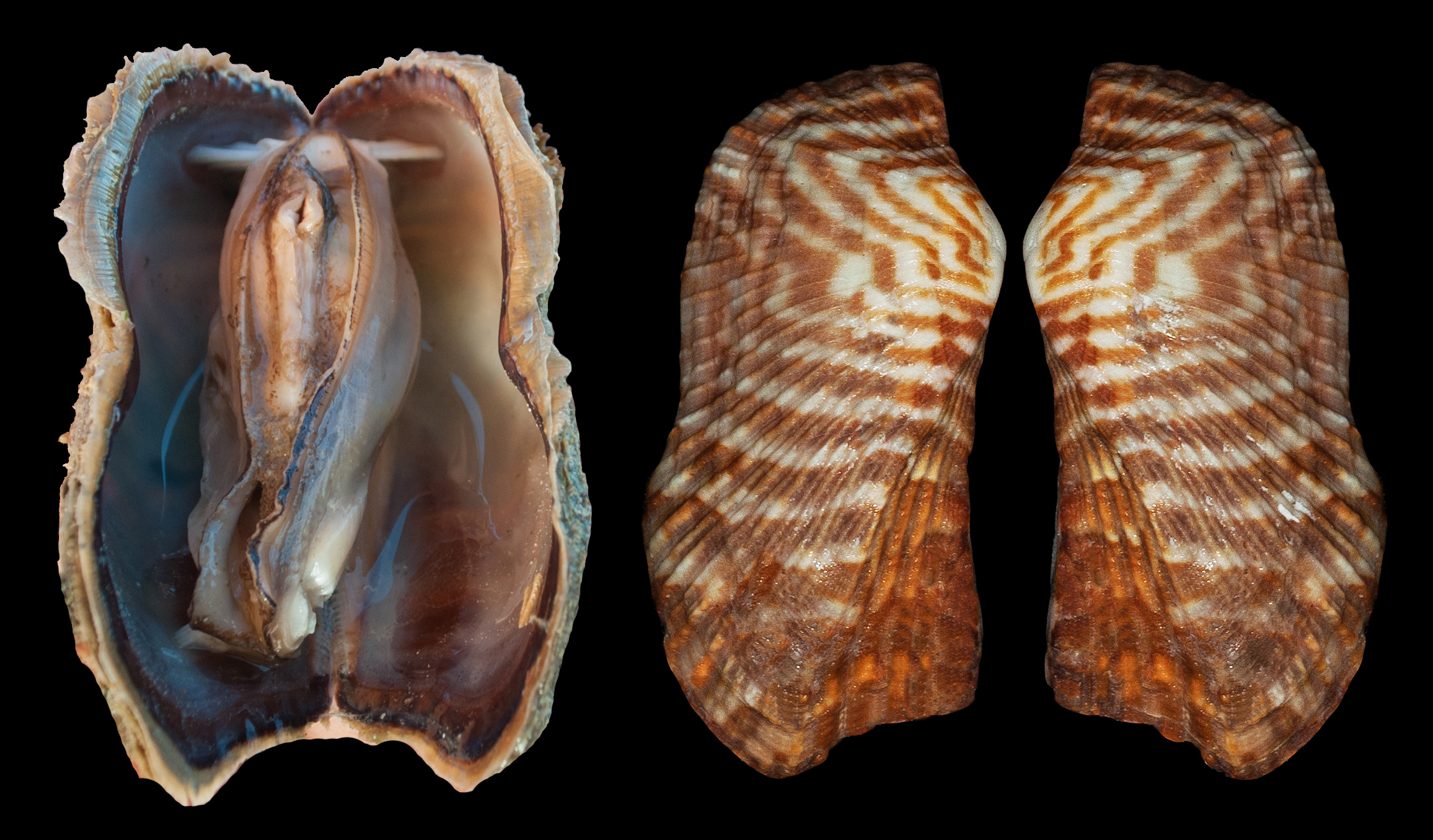
Arca zebra
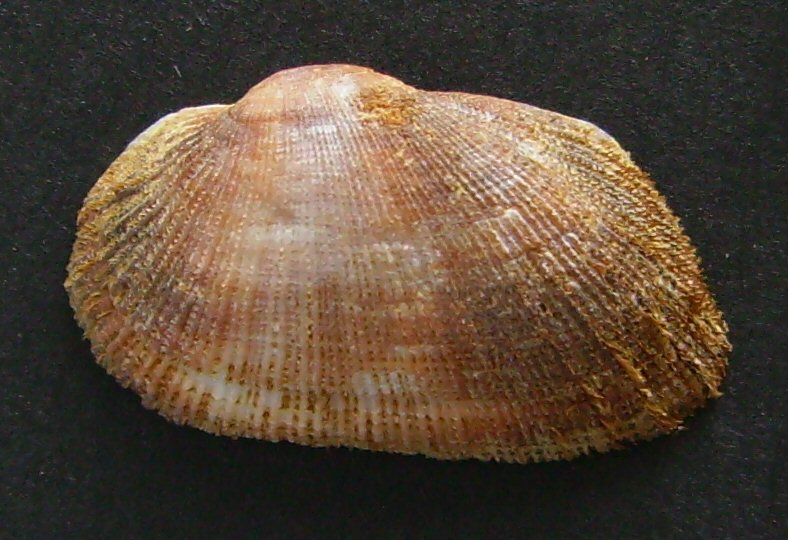
Barbatia novaezelandiae
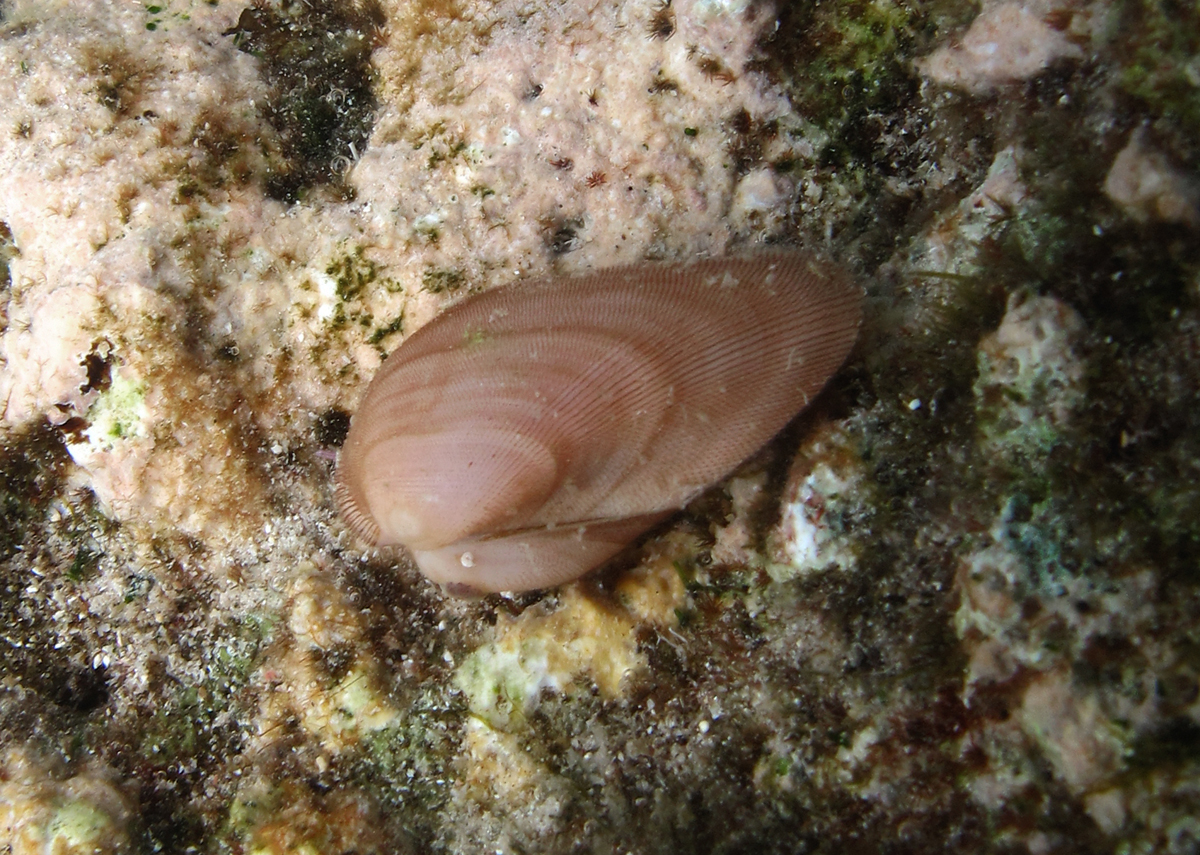
Calloarca tenella
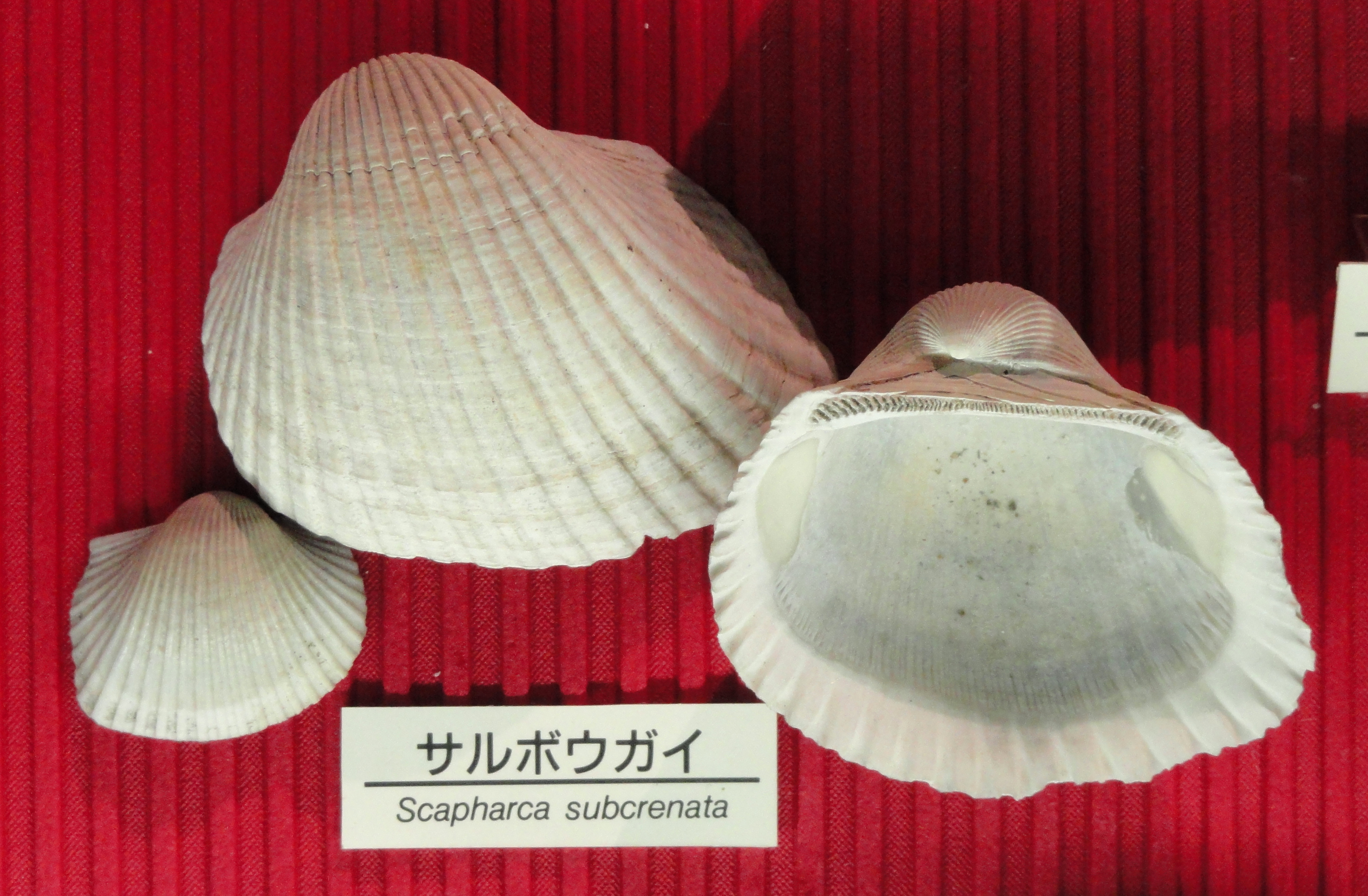
Scapharca subcrenata
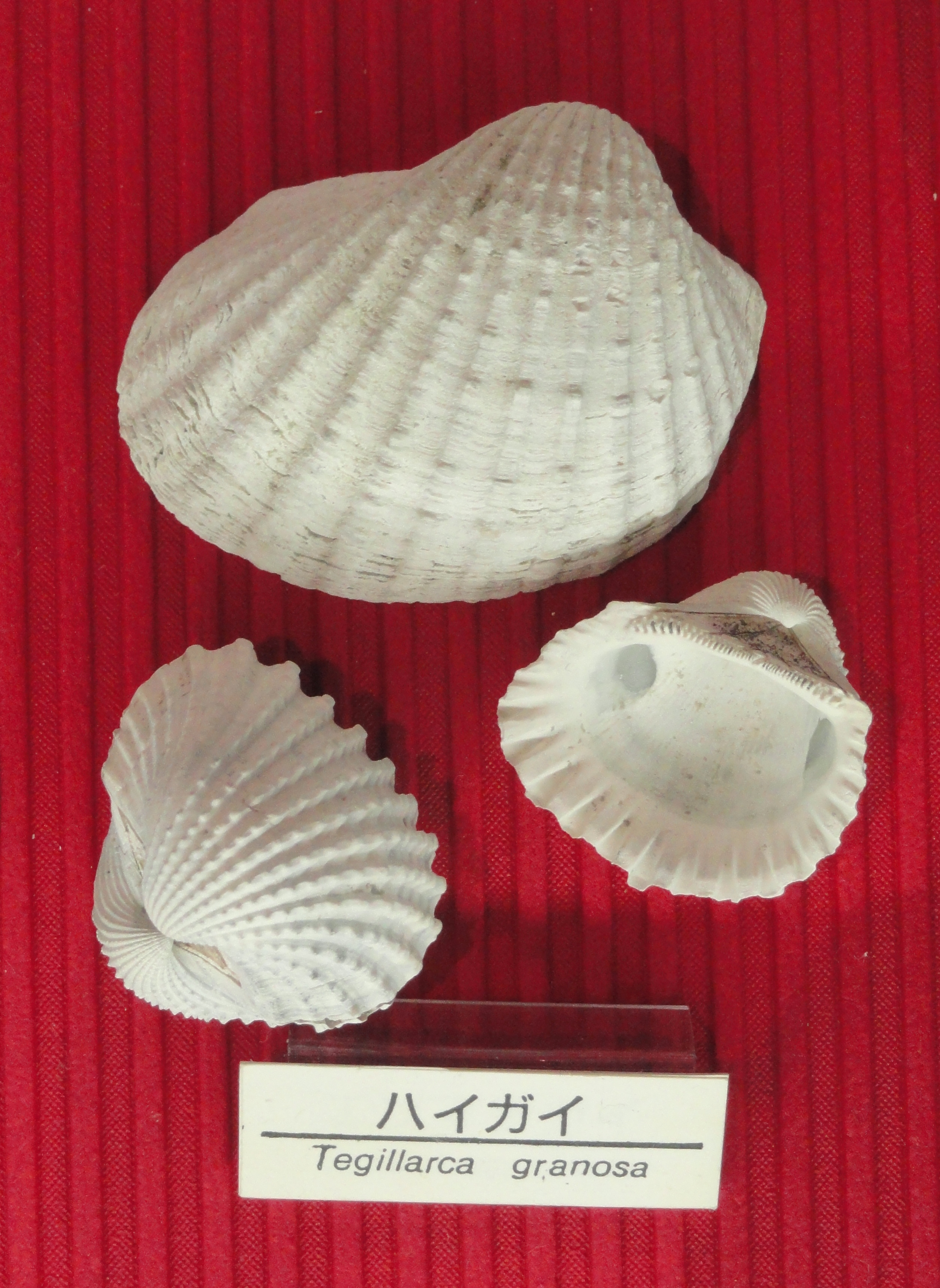
Tegillarca granosa